# Bombina orientalis
Sonneur oriental, Crapaud sonneur oriental
Pour les articles homonymes, voir Sonneur (homonymie) et crapaud.
Espèce
Synonymes
- Bombinator orientalis Boulenger, 1890
- Bombina orientalis var. silvatica Korotkov, 1972
- Bombina orientalis var. praticola Korotkov, 1972

Statut de conservation UICN

 LC  : Préoccupation mineure
Bombina orientalis, le Sonneur oriental ou Crapaud sonneur oriental, est une espèce d'amphibiens de la famille des Bombinatoridae.

## Répartition
Cette espèce se rencontre :
- en Russie dans les kraïs de Primorie et de Khabarovsk dans le sud-est de la Sibérie ;
- en Chine dans les provinces d'Heilongjiang, de Liaoning, de Shandong de Jiangsu et dans l'est de la Mongolie-Intérieure ;
- en Corée du Nord ;
- en Corée du Sud.

Sa présence à Tsushima et à Kyūshū est considérée comme erronée par Matsui.
Elle vit dans un climat allant de tempéré froid à tempéré chaud.

## Description

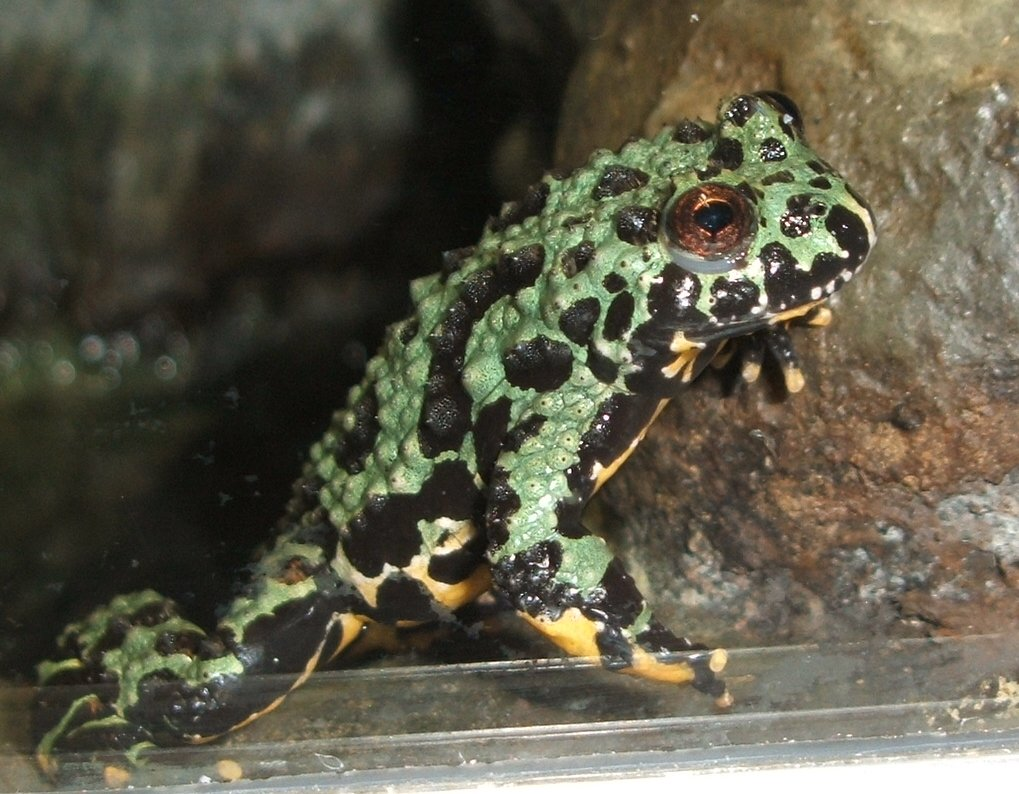
Bombina orientalis

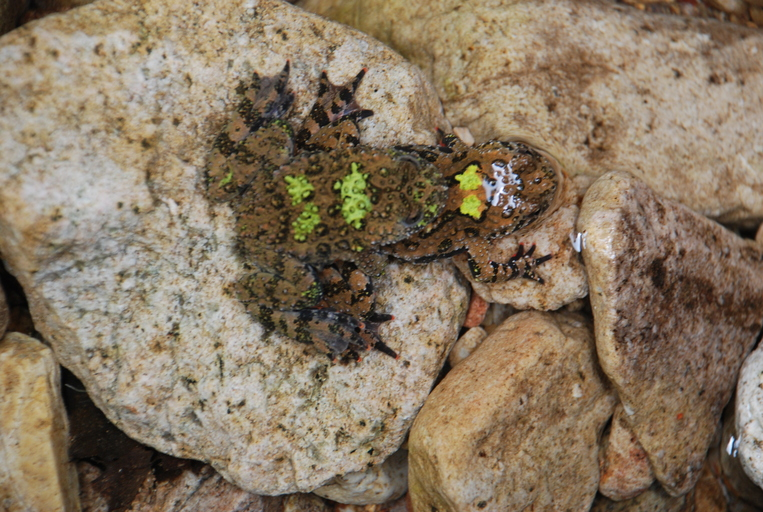
Bombina orientalis

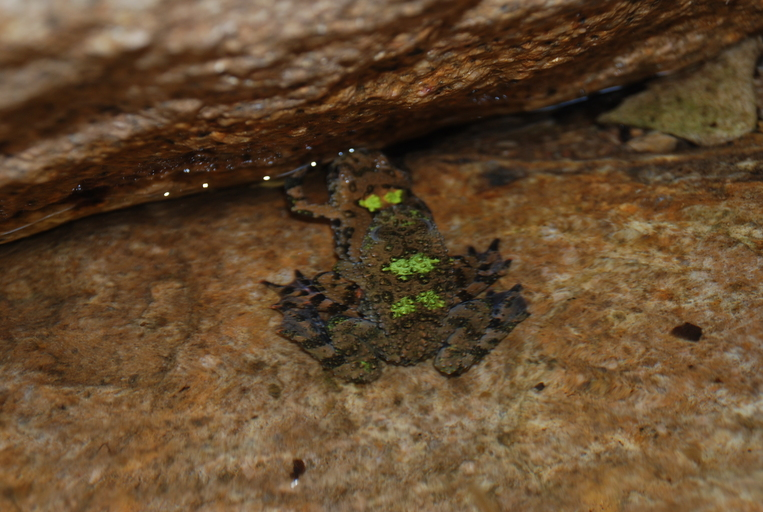
Bombina orientalis

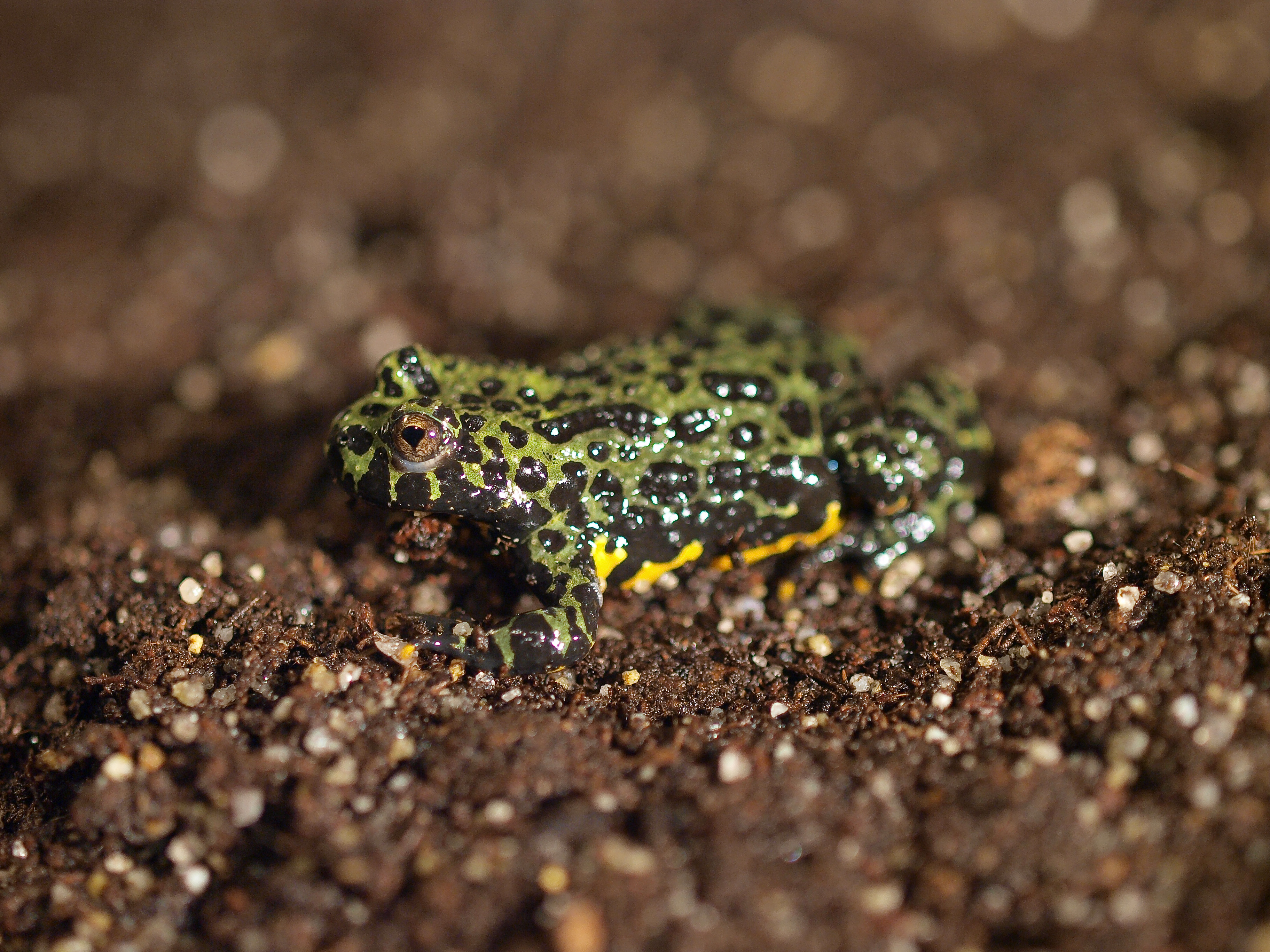
Bombina orientalis

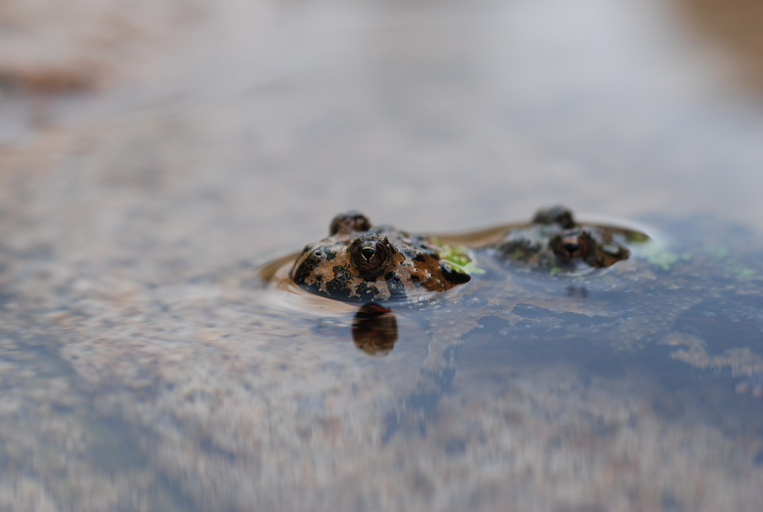
Bombina orientalis

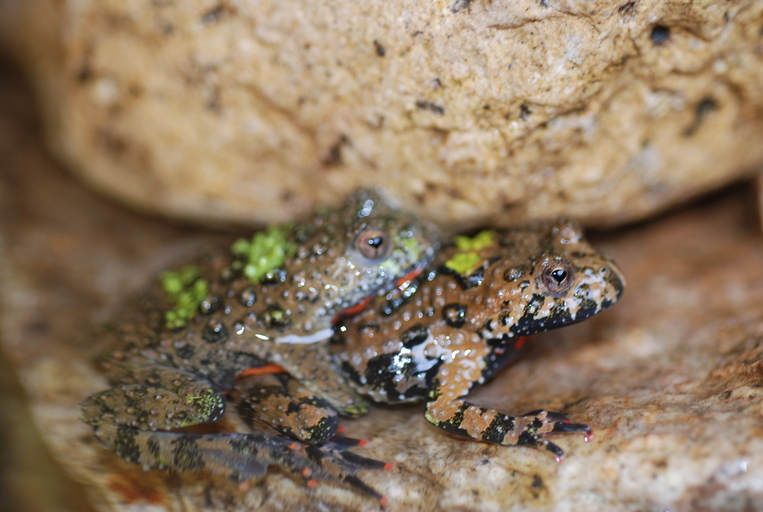
Bombina orientalis

Bombina orientalis mesure de 40 à 70 mm. C'est un animal très aquatique, qui passe la plus grande partie de sa vie dans l'eau ou juste à côté. Son mode de vie ressemble en fait beaucoup à celui de son cousin, Bombina variegata, le sonneur à ventre jaune, assez commun en Europe centrale.
La couleur dorsale est vert tacheté de noir. La couleur du ventre est rouge-orangée tachetée de noir. La peau du dos est verruqueuse, tandis que celle du ventre est lisse.
Le chant, très discret, est une sorte de "hou-hou" qui ressemble un peu au cri du hibou, en plus léger.
Ce crapaud est un animal diurne qui hiberne en hiver.
La nourriture est constituée essentiellement d'insectes et d'invertébrés.
La toxine de Bombina orientalis semble assez active : 1 mg injecté à une souris suffirait à la tuer en 15 minutes. Des Bombina orientalis entassées en grand nombre dans un petit terrarium peuvent même s'intoxiquer mutuellement, jusqu'à la mort.
L'espérance de vie de ces crapauds est de 10 à 14 ans, mais certains rapports vont bien au-delà : 20 ans en captivité.

## Particularité adaptative
Les Bombina orientalis (mais aussi d'autres membres de la famille), lorsqu'ils sont dérangés ou agressés, présentent un comportement défensif : c'est le réflexe d'Unken. Les animaux ainsi dérangés s'arc-boutent sur leur dos et présentent leur face ventrale à leur assaillant, tandis qu'ils rapprochent leurs membres de leur corps.
L'agresseur est alors averti, par le rouge du ventre que s'il va plus loin, il risque d'avoir des problèmes. Et c'est ce qui ne manque pas d'arriver si l'agression continue : les sonneurs à ventre rouge produisent alors un produit laiteux, toxique, qui suinte à travers certains pores de la peau, qui a un goût âcre et putride, et qui a pour effet de faire gonfler les muqueuses. Nul besoin de dire qu'un chien ou un serpent qui a essayé de manger une fois un crapaud, apprend vite à reconnaître et à éviter leurs couleurs vives.

## Reproduction
La reproduction a lieu au printemps, au sortir de l'hibernation. Les mâles se différencient mal des femelles. Celles-ci sont cependant un peu plus grandes. C'est au printemps (saison des amours), que la distinction devient plus aisée :
- Les mâles montent sur les femelles pour l'amplexus lombaire (ils serrent les femelles juste au-dessus des hanches).
- Ils sont plus minces que les femelles, qui sont gonflées par leurs ovaires.
- Ils présentent des formations noires et cornées sur leurs doigts et leur avant-bras, qui leur permettent de saisir les femelles.
- Ils sont les seuls à chanter (même si les femelles peuvent émettre des gloussements de mécontentement quand elles sont trop pressées par les mâles).

Les œufs sont pondus individuellement ou en petites masses de gelée dans de la végétation flottante. Les têtards se transforment en quelques semaines en petites grenouilles.
Les couleurs des jeunes sont assez différentes de ce qu'elles deviendront par la suite. C'est un patchwork de jaune et de brun, tirant progressivement sur le vert.
Comme la plupart des batraciens, les parents sont volontiers cannibales.

## Captivité
On le trouve assez couramment en terrariophilie, et sa reproduction en captivité est fréquente.

## Publication originale
- Boulenger, 1890 : A list of the reptiles and batrachians of Amoorland. Annals and Magazine of Natural History, ser. 6, vol. 5, p. 137-144 (texte intégral).